# Enis Bunjaki
Enis Bunjaki (Offenbach am Main, 17 ottobre 1997) è un ex calciatore tedesco naturalizzato kosovaro, di ruolo attaccante.

## Biografia
Nato e cresciuto in Germania ma è di origini kosovare-albanesi.

## Carriera

### Club
Cresce nelle giovanili dell'Eintracht Francoforte. Il 23 giugno 2015 firma il suo primo contratto da professionista.

### Nazionale
Il 25 maggio 2014 esordisce con la nazionale kosovara nell'amichevole Senegal-Kosovo (3-1).